# Selaginella beitelii
Selaginella beitelii är en mosslummerväxtart som beskrevs av Alan Reid Smith. Selaginella beitelii ingår i släktet mosslumrar, och familjen mosslummerväxter. Inga underarter finns listade i Catalogue of Life.